# Kamienica Gdańska 22 w Bydgoszczy
Kamienica Gdańska 22 w Bydgoszczy – zabytkowa kamienica w Bydgoszczy.  

## Położenie
Budynek stoi we wschodniej pierzei ul. Gdańskiej i  sąsiaduje z neobarokową kamienicą Plac Wolności 1. 

## Charakterystyka
Początkowo piętrową, eklektyczną kamienicę zbudowano w 3. ćwierci XIX wieku. Pierwotny projekt zakładał umieszczenie atlantów w portalach i bogato zdobioną attykę. Ograniczono się jednak do skromniejszej dekoracji w stylu klasycyzującym. W 1883 roku budynek podwyższono do dzisiejszych rozmiarów, według projektu architekta Carla Stampehla oraz wprowadzono trójboczne wykusze. W latach 1910–1911 dokonano szeregu prac modernizacyjnych – wykonano witryny sklepowe i przekomponowano układ wnętrz według projektów architekta Rudolfa Kerna.
W latach 30. XX wieku w kamienicy mieściły się cukiernia i kawiarnia „Italia” Henryka Kocięckiego, a w czasach PRL – restauracja „Rybna”. W 2019 otwarto tu bar krewetkowy.